# Henry Walter Bates
Henry Walter Bates ( 8 de febrero de 1825 - 16 de febrero de 1892) fue un naturalista y explorador inglés famoso por la expedición que realizó al Amazonas con Alfred Russel Wallace en 1848.
Wallace regresó en 1852, pero perdió su colección en un naufragio. Cuando Bates volvió a casa siete años más tarde (en 1859) traía consigo más de 14 000 especímenes (básicamente insectos) de los que 8000 eran desconocidos para la ciencia.
En el año 1862 introdujo el concepto de mimetismo, una de cuyas modalidades recibe el nombre de mimetismo batesiano.

## Biografía
Bates nació en Leicester y a los trece años empezó a trabajar de aprendiz de calcetero. En su tiempo libre se dedicaba a estudiar y a coleccionar insectos del bosque de Charnwood. En 1843 publicó un breve artículo sobre escarabajos en la revista Zoologist Magazine. Se hizo amigo de Wallace, quien también era un apasionado de la entomología y, tras leer el libro de William Henry Edwards sobre su expedición al Amazonas, ambos decidieron visitar la región por su cuenta.
Desde 1864 trabajó como subsecretario de la Royal Geographical Society. Murió de bronquitis.

### La gran aventura
En 1847 Wallace y Bates discutieron la idea de una expedición a la selva amazónica, con el plan de cubrir gastos enviando especímenes de vuelta a Londres. Allí un agente los vendería a cambio de una comisión. (La afirmación, a menudo repetida, de que el objetivo principal era que los viajeros «recopilaran datos para resolver el problema del origen de las especies», y que Wallace lo puso en una carta a Bates, es casi con toda seguridad un mito, originado en un conveniente ajuste de la historia por parte de Bates en El naturalista en el río Amazonas de 1863). Los dos amigos, que ya eran entomólogos aficionados experimentados, se reunieron en Londres para prepararse. Lo hicieron viendo plantas y animales sudamericanos en las principales colecciones. También recopilaron «listas de necesidades» de los deseos de museos y coleccionistas. Todas las cartas conocidas intercambiadas entre Wallace y Bates están disponibles en Wallace Letters Online.

## Algunas publicaciones
- Bates, H.W. (1843). «Notes on Coleopterous insects frequenting damp places». The Zoologist 1: 114-5.
- Bates, H.W. (1862). «Contributions to an insect fauna of the Amazon Valley. Lepidoptera: Heliconidae". Transactions of the Linnean Society». (London) 23 (3): 495-566. doi:10.1111/j.1096-3642.1860.tb00146.x.
- Bates, H.W. 1863. The naturalist on the river Amazons. 2 v. Murray, Londres.
- Bates, H.W. 1864. The naturalist on the river Amazons. 2.ª ed. como único v. Murray, Londres [se trata de una edición abreviada con gran parte de la historia natural cortada; y es esta edición truncada la normalmente reimpresa. Consejo: utilice las ediciones de 1863 o 1892 para fines profesionales] (reeditado por Cambridge University Press, 2009; ISBN 978-1-108-00163-2)
- Bates, H.W. 1878. Central America, the West Indies and South America, con notas etnológicas de A. H. Keane. Stanford, Londres; 2.ª ed.  revisada de 1882. [basada en Von Hellwald Die Erde und ihre Volker; la historia natural y las relaciones geográficas de la fauna y la flora son totalmente escritos por Bates; otros aspectos ampliamente revisados y actualizados]
- Bates, H.W. 1881-4. Biologia Centrali-Americana Insecta. Coleoptera. V. I, parte 1.
- Bates, H.W. 1886–90. Insecta. Coleoptera. Pectinicornia and Lamellicornia.  V. II, parte 2.
- Bates, H.W. 1892. The naturalist on the river Amazons, with a memoir of the author by Edward Clodd [edición, publicado tras su deceso, valioso por dos razones: única vez desde 1863 que Murray publicó el texto completo, e incluye una buena biografía corta por Clodd]
- Bates, H.W. and D. Sharp. 1879–86. Insecta. Coleoptera. Phytophaga  (parte) v. V.